# La Postolle
La Postolle es una localidad y comuna francesa situada en la región de Borgoña, departamento de Yonne, en el distrito de Sens y cantón de Villeneuve-l'Archevêque.

## Demografía
| 280 | 328 | 301 | 303 | 306 | 307 | 314 | 329 | 342 | 366 | 347 | 310 | 287 | 315 | 298 | 282 | 265 | 250 | 206 | 191 | 147 | 164 | 162 | 178 | 187 | 153 | 162 | 135 | 117 | 109 | 118 | 136 | 154 |
| Para los censos de 1962 a 1999 la población legal corresponde a la población sin duplicidades (Fuente: INSEE [Consultar]) |     |     |     |     |     |     |     |     |     |     |     |     |     |     |     |     |     |     |     |     |     |     |     |     |     |     |     |     |     |     |     |     |

Gráfico de la evolución de la población de la comuna desde 1793